# Leiothrix argyroderma
Leiothrix argyroderma är en gräsväxtart som beskrevs av Wilhelm Willy Otto Eugen Ruhland. Leiothrix argyroderma ingår i släktet Leiothrix och familjen Eriocaulaceae. Inga underarter finns listade i Catalogue of Life.